# لوريون الأدبي
لوريون الأدبي (بالفرنسية: L'Orient littéraire) هو الملحق الأدبي الشهري لجريدة لوريون لوجور اللبنانية. تأسس في 1929 من قبل جورج شحادة وأعيد أصداره في 1955 من قبل صلاح ستيتية وفي 2006 من قبل إسكندر نجار. من ضمن كتابها جورجيا مخلوف.

## اُنظر أيضا
- لوريون لوجور

## وصلات خارجية
- الموقع الرسمي